# Локомотив (футбольный клуб, Днепропетровск)
«Локомотив» — советский футбольный клуб из Днепропетровска. Основан в 1920 году. Последнее упоминание в профессиональной лиге 1969 году.

## Названия
- 1920—1935 — «Желдор»
- 1936—1937 — «Локомотив»
- 1938 — «Локомотив Юга»
- с 1939 года — «Локомотив»

## Достижения
- во второй лиге — 10 место (в зональном турнире 1969 года);
- в кубке СССР — поражение в 1/16 финала (1937 год).